# Arthrostylidium merostachyoides
Arthrostylidium merostachyoides är en gräsart som beskrevs av Richard Walter Pohl. Arthrostylidium merostachyoides ingår i släktet Arthrostylidium och familjen gräs.
Artens utbredningsområde är Costa Rica. Inga underarter finns listade i Catalogue of Life.